# Felix Viktor von Hepke
Felix Viktor Hepke, seit 1901 von Hepke  (* 23. November 1848 in Posen; † 14. Juli 1932 in Potsdam) war ein preußischer Generalleutnant.

## Leben

### Herkunft
Er war der Sohn des Geheimen Legationsrates im Auswärtigen Amt Robert Ferdinand Hepke (1820–1898) und dessen Ehefrau Luise Kora, geborene  von Mosch (1812–1891).

### Militärkarriere
Hepke besuchte ab 1854 die Höhere Knabenschule des Dr. Sachse in Berlin und absolvierte von 1860 bis 1868 das Französische Gymnasium. Anschließend trat er am 1. April 1868 als Fahnenjunker in das 6. Brandenburgische Infanterie-Regiment Nr. 52  der Preußischen Armee in Frankfurt (Oder) ein. Hier stieg Hepke bis Mitte Oktober 1869 zum Sekondeleutnant auf und kämpfte mit dem Verband zu Beginn des Krieges gegen Frankreich in der Schlacht bei Spichern. Am 11. August 1870 kam Hepke als Ordonnanzoffizier zur 5. Division und nahm in der Folge an den Schlachten bei Vionville, Gravelotte, Beaune-la-Rolande und Orléans sowie der Belagerung von Metz teil. Seine Leistungen wurden durch die Verleihung des Eisernen Kreuzes II. Klasse gewürdigt. 
Nach dem Friedensschluss kehrte Hepke am 18. Mai 1871 zu seinem Regiment zurück und fungierte ab 30. Juni 1871 als Adjutant des II. Bataillons in Cottbus. Vom 1. Oktober 1872 absolvierte er für drei Jahre die Kriegsakademie, wurde im Anschluss zum Premierleutnant befördert und im Februar 1877 als Adjutant zur 4. Infanterie-Brigade nach Danzig kommandiert. Unter Belassung in diesem Kommando folgte am 21. Juli 1877 seine Versetzung in das Niederrheinische Füsilier-Regiment Nr. 39, dem Hepke am 15. August 1878 à la suite gestellt wurde. Am 13. Mai 1880 nach Hildburghausen in das 6. Thüringische Infanterie-Regiment Nr. 95 versetzt, kommandierte man ihn direkt zum Großen Generalstab nach Berlin. Vom 3. August 1881 bis zum 12. September 1882 fungierte Hepke als Adjutant der 24. Infanterie-Brigade in Neisse und kam anschließend mit seiner Beförderung zum Hauptmann in das 4. Pommersche Infanterie-Regiment Nr. 21. Dort wurde Hepke am 12. Juli 1884 zum Chef der 12. Kompanie ernannt. Unter Stellung à la suite des Regiments war er dann vom 16. September 1885 bis zum 31. Januar 1889 als Lehrer an der Kriegsschule Engers tätig. Anschließend kommandierte man ihn zur Dienstleistung bei der Eisenbahnabteilung des Großen Generalstabes und ernannte Hepke am 22. März 1889 zum Eisenbahnkommissar. In dieser Funktion war er auch Mitglied der Ober-Militär-Examinations-Kommission. Unter Belassung in diesem Kommando wurde Hepke am 14. Dezember 1889 mit seiner Beförderung zum Major à la suite des  Grenadier-Regiments „Prinz Carl von Preußen“ (2. Brandenburgisches) Nr. 12 gestellt. Am 25. März 1893 kehrte Hepke in den Truppendienst zurück und kommandierte bis zum 26. Januar 1895 das II. Bataillon des 3. Magdeburgischen Infanterie-Regiments Nr. 66. Unter Stellung à la suite des Regiments wurde er dann zum Direktor der Kriegsschule Engers ernannt und als solcher am 19. März 1896 zum Oberstleutnant befördert. Am 17. Februar 1898 beauftragte man ihn mit der Wahrnehmung der Geschäfte des Inspekteurs der militärischen Strafanstalten. Zeitgleich mit seiner Beförderung zum Oberst am 15. Juni 1898 folgte seine Ernennung zum Inspekteur. Hepke war seit 17. Oktober 1899 zugleich auch Mitglied der Studienkommission für die Kriegsschulen, bevor er unter Belassung in dieser Funktion am 16. Juni 1900 zum Kommandeur des Infanterie-Regiments „von der Goltz“ (7. Pommersches) Nr. 54 in Kolberg ernannt wurde.
Aufgrund seiner langjährigen Verdienste erhob ihn Wilhelm II. am 18. Januar 1901 in den erblichen preußischen Adelsstand.
Am 18. Oktober 1901 wurde Hepke mit der Führung der 5. Infanterie-Brigade in Stettin beauftragt und schließlich am 18. Dezember 1901 mit seiner Beförderung zum Generalmajor zum Kommandeur dieser Brigade ernannt. In Anerkennung seiner Leistungen in der Truppenführung erhielt er am 18. Januar 1903 den Roten Adlerorden II. Klasse mit Eichenlaub. Im gleichen Jahr zog sich Hepke bei einem Sturz vom Pferd einen komplizierten schweren Armbruch zu, der dazu führte, dass er nicht mehr voll verwendungsfähig war. Er reichte daraufhin seinen Abschied ein und wurde am 18. April 1903 mit der gesetzlichen Pension zur Disposition gestellt.
Nach seiner Verabschiedung zog Hepke nach Neuwied und wirkte dort als Kammerdirektor der Fürsten zu Wied. Daneben war er gewähltes Mitglied des Provinzausschusses im Regierungsbezirk Koblenz. Außerdem hatte sich Hepke bereits während seiner aktiven Dienstzeit als Militärschriftsteller betätigt und publizierte u. a. im Militär-Wochenblatt.
Bei Ausbruch des Ersten Weltkriegs wurde er wiederverwendet und zunächst als Landsturminspekteur im Bereich des VIII. Armee-Korps eingesetzt. Am 29. September 1914 ernannte man Hepke zum Chef des Generalstabes des stellvertretenden Generalkommandos des VIII. Armee-Korps in Koblenz. In dieser Stellung wurde ihm am 18. August 1915 der Charakter als Generalleutnant verliehen. Außerdem zeichnete ihn Wilhelm II. am 1. April 1918 mit dem Stern zum Kronenorden II. Klasse aus. Nach dem Waffenstillstand von Compiègne wurde seine Mobilmachungsbestimmung am 26. November 1918 aufgehoben.
Er wurde nach seinem Tod neben seiner verstorbenen Ehefrau auf dem Bornstedter Friedhof beigesetzt.

### Familie
Hepke hatte sich am 10. Oktober 1878 in Rheinfeld mit Rosamunde Mathilde Charlotte Eva von Kleist (1859–1929) verheiratet. Sie war eine Schwester des späteren preußischen Generals der Kavallerie Karl Wilhelm Heinrich von Kleist. Aus der Ehe gingen drei Kinder hervor:
- Ernst Georg Robert (* 10. Juli 1880 in Berlin; † 29. Dezember 1959 in Seebach), deutscher Oberst, zuletzt Kommandeur des Wehrbezirkskommandos in Spittal an der Drau ⚭ 28. März 1905 in Frankfurt an der Oder mit Asta Freiin von Senden und Bibran (18. September 1881 auf Gut Reisicht; † 3. Januar 1968 in Seebach)[3]
- Helene (* 21. November 1882 in Bromberg; † 14. September 1965 in Neuwied)
- Georg Fritz Ferdinand (* 1. November 1887 in Engers; † 30. November 1965 in Wiesbaden), deutscher Oberstleutnant a. D., zuletzt bei der Wehrersatzinspektion Liegnitz